# Morval British Cemetery
Morval British Cemetery is een Britse militaire begraafplaats met gesneuvelden uit de Eerste Wereldoorlog, gelegen in de Franse gemeente Morval (departement Pas-de-Calais). De begraafplaats werd ontworpen door Reginald Blomfield en ligt in een veld op 280 m ten noordwesten van het dorpscentrum (Les Trois Cloches). Ze is vanaf de Rue Principale bereikbaar via een pad van 370 m. Het terrein heeft een trapeziumvormig grondplan met een oppervlakte van ruim 212 m² en wordt omsloten door een lage bakstenen muur, afgedekt met witte boordstenen. 
Het Cross of Sacrifice staat centraal en de graven liggen in twee evenwijdige rijen bij de westelijke muur. De toegang in de zuidoostelijke hoek bestaat uit een enkelvoudig metalen hek. De begraafplaats wordt onderhouden door de Commonwealth War Graves Commission.
Er liggen 55 doden begraven waaronder 1 niet geïdentificeerde.

## Geschiedenis
Op 25 september 1916 werd Morval door de 5th Division ingenomen en bleef tot aan de Duitse opmars op 24 maart 1918 in handen van de geallieerden. Het dorp werd door de 38th (Welsh) Division, na hevige gevechten, op 1 september 1918 heroverd. De begraafplaats werd in dezelfde maand aangelegd door het V Corps. 
Er liggen 54 Britten begraven waaronder 1 niet geïdentificeerde. Zij sneuvelden tussen 26 augustus en 6 september 1918 en 43 van hen waren manschappen van het Welsh Regiment. Er ligt ook een Duitse gesneuvelde.

### Onderscheiden militairen
- Clifford John Boulton, kapitein bij het Welsh Regiment werd onderscheiden met het Military Cross (MC).
- soldaat W. Martin (Welsh Regiment) werd onderscheiden met de Military Medal (MM).

## Trivia
De dorpskerk was na de Eerste Wereldoorlog niet goed herbouwd en aan het einde van de Tweede Wereldoorlog was er dringend behoefte aan uitgebreide herstellingswerken. Deze werden zo belastend voor de gemeenschap dat uiteindelijk in 1985 werd besloten de kerk te slopen als enige oplossing. De klokken werden neergehaald en staan nu als monument Les Trois Cloches op de plaats van de oude kerk.